# Божил Пращилов
Божил Петров Пращилов е български политик, икономист, депутат.

## Биография
Божил Петров Пращилов е роден в семейството на Петър Пращилов и Гуна Божилова на 10.10.1890 г. в с. Камен Бряг, Каварна. Женен е за Лота Пращилова. Имат едно осиновено момиче на 23 г. към 1944 г.
Завършва в Свищов, след това учи стопански науки в Лайпциг. Участва във войните за национално обединение. Работи като търговски представител в Лайпциг. В Русе се занимава с търговия. От 1934 до 1936 е русенски околийски управител. От 1931 до 1936 е председател на русенското икономическо академично дружество. Оглавява Комитета за стопанско и културно подвигане на Русенски окръг и председател на Комитета за водоснабдяване на Делиормана. Председател на Българския птицевъден съюз и председател на Българското птицевъдно дружество. Член е на Дружеството на Ветераните от Войните и Съюза на гимнастическите дружества Юнак. В Русе е 9 години подпредседател на местното търговско дружество и член на Висшия съвет на Българския търговски съюз. От 1936 до 1937 е Областен директор във Враца.
За народен представител в XXV ОНС е избран от 2-ра русенска избирателна колегия. Член на икономическата парламентарна комисия.
Осъден на смърт от т.нар „Народен съд“ и разстрелян на 2.02.1945. Присъдата е отменена с Решение 243 на ВС от 12.04.1996 г.